# Blanqueig del corall

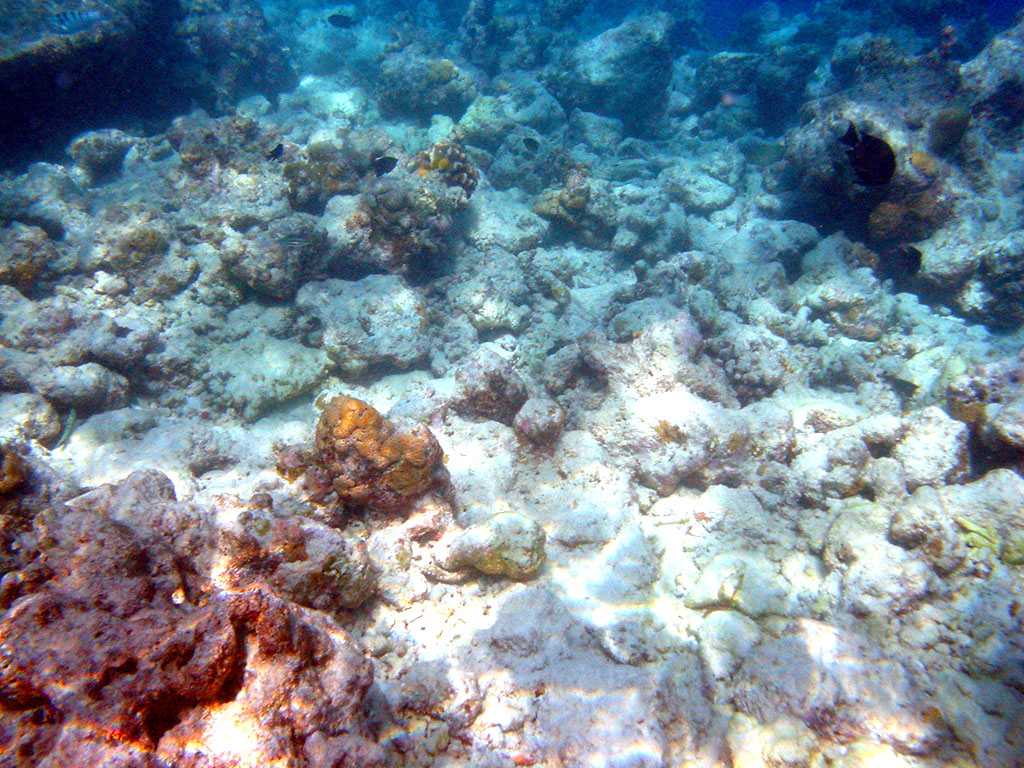
Coralls blanquejats

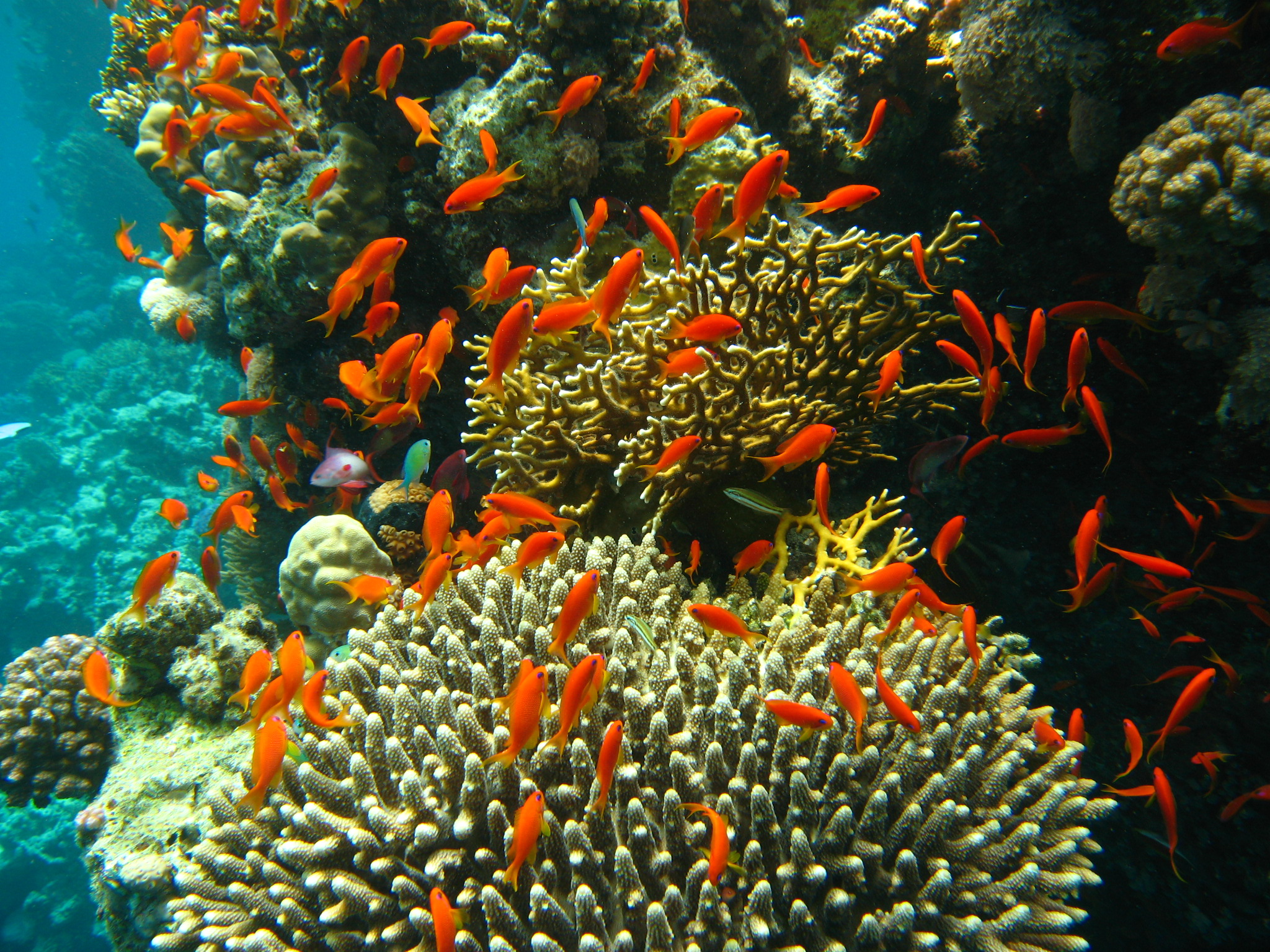
Coralls sans

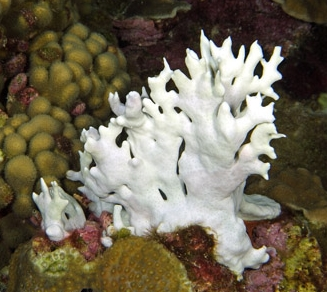
Colònia de Millepora sp. totalment afectada pel blanqueig

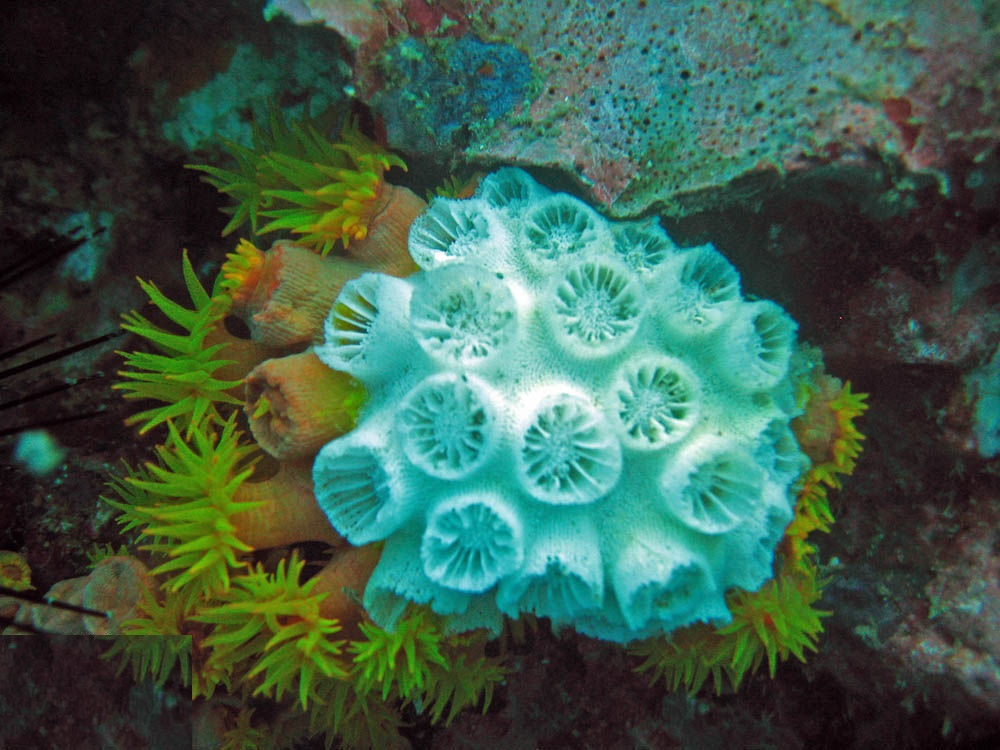
Colònia de Tubastraea micranthus parcialment afectada per blanqueig

El blanqueig del corall o descoloració del corall és a causa de l'estrès induït per l'expulsió o mort del seu protozou simbiòtic (Zooxanthellae) o per la pèrdua de pigmentació del protozou. Els coralls que formen estructures de grans ecosistemes d'esculls a les mars tropicals depenen de la relació simbiòtica amb un protozou unicel·lular flagel·lat (mastigòfor) anomenat Zooxanthellae que dona al corall la coloració, amb el color específic per a cada clade. Sota estrés, el corall expulsa els seus protozous, i fa que prenga un to clar o completament blanc, d'on prové el terme “blanqueig”.
Quan el blanqueig comença, tendeix a continuar fins i tot sense l'estrés. Si la colònia de corall sobreviu al període d'estrés, els protozous sovint necessiten de setmanes a mesos per recuperar-ne la densitat normal. Poden encloure nous residents d'altres espècies. Algunes espècies de Zooxanthellae i coralls són més resistents a l'estrés que altres espècies.

## Causes
El blanqueig ocorre quan les condicions necessàries per a mantenir el Zooxanthellae dels coralls no hi són. Qualsevol desencadenant ambiental que afecte l'habilitat del corall per suplir de nutrients la fotosíntesi (diòxid de carboni, amoni) donarà lloc a l'expulsió del Zooxantellae. Aquest procés és una “espiral descendent”, per això el corall no podrà prevenir la divisió del protozou, i es generarà una major quantitat de carboni derivat de la fotosíntesi desviat cap a l'alga en lloc d'anar al corall. Això fa encara més fràgil el balanç d'energia requerit pel corall i impossibilitarà que continue mantenint l'alga, per tant el corall perd l'habilitat de mantenir el seu control parasitari sobre el protozou.

## Desencadenants
El blanqueig de corall és un clar signe de resposta a l'estrés, que pot ser induït:
- Increment (més comunament) o reducció de la temperatura de l'aigua[4][5]
- Eutrofització i florida d'algues nocives per al corall (un excés de nutrients a les zones costaneres pel vessament de fertilitzants agrícoles i residus humans pot estar darrere de l'eutrofització de les aigües marines, de la pujada d'algues i del blanqueig dels coralls)
- Increment de la radiació solar (radiació fotosintèticament activa i llum de banda ultraviolada)[6]
- Canvis en la composició química de l'aigua (en especial acidificació)[7][8]
- Inanició causada per la minva de zooplàncton[9]
- Increment en la sedimentació (a causa del llim perdut)
- Infeccions patogèniques
- Canvis en la salinitat
- Vent
- Exposició a l'aire per marea baixa
- Pesca amb cianur

### Canvi de temperatura

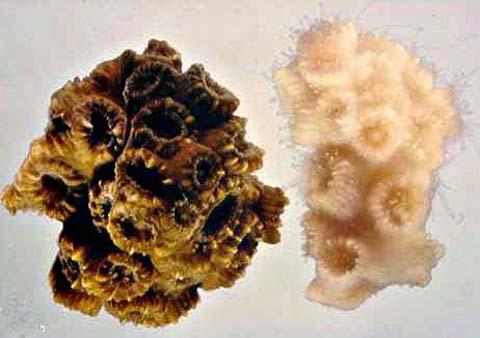
Coralls sans (esquerra) i blanquejats (dreta)

El canvi de temperatura és la causa més comuna del blanqueig de corall.
Les grans colònies de corall, com les del gènere Porites, són capaces de suportar xocs extrems de temperatura, mentre que els fràgils corals ramificats, com ara Acropora, són més susceptibles a l'estrés quan hi ha un canvi de temperatura. Els coralls exposats a baixos nivells d'estrés són més resistents al blanqueig.

#### Control de la temperatura de la superfície dels esculls
L'Administració Nacional Oceànica i Atmosfèrica dels Estats Units controla els “punts calents” de blanqueig, àrees on la temperatura de la superfície de la mar augmenta en 1 °C o més per sobre de la mitjana mensual a llarg termini. Aquest sistema detectà l'esdeveniment mundial de blanqueig a tot el món de 1998, que correspon al fenomen d'"El Nen". NOAA també fa servir un satèl·lit amb resolució nocturna de 50k, que cobreix una àrea espacial massa gran i no detecta la màxima temperatura de la mar que sol donar-se al migdia.

### Canvis en la química de l'oceà
Els increments en l'acidificació de l'oceà deuen acréixer els efectes del blanqueig de l'estrés termal.

### Malalties infeccioses

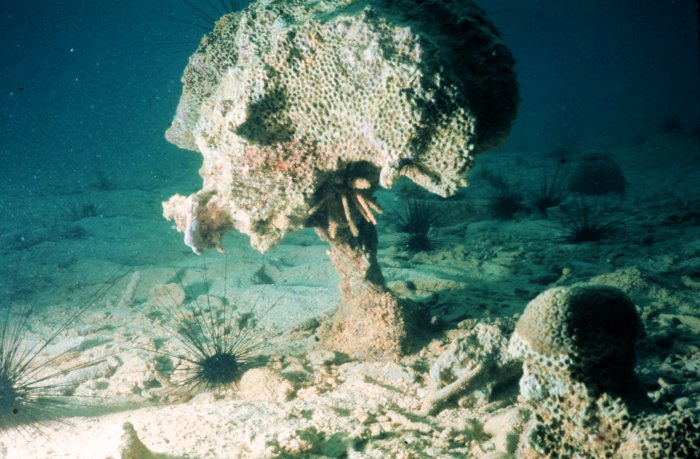
Bioerosió (corall danyat) tal vegada causada pel blanqueig de corall

Es va descobrir al 1996 a la Mediterrània que un agent de blanqueig, l'Oculina patagonica, era un bacteri infecciós que atacava la Zooxanthellae. El bacteri s'identificà després com Vibrio shiloi, que és infecciós només en períodes càlids. L'elevació de la temperatura incrementa la virulència de V. shiloi, que s'adhereix més fàcilment a la beta-galactosidasa continguda en un receptor en el mucus del corall hoste. V. shiloi penetra l'epidermis del corall, es multiplica i produeix toxines: calor estable i calor sensitiva, que afecten la Zooxanthellae, inhibeixen la fotosíntesi i causen lisi.
Durant l'estiu del 2003, els esculls de corall mediterranis guanyaren resistència al patogen i no s'hi observaren infeccions. La principal hipòtesi per a l'aparició d'aquesta resistència fou l'aparició de comunitats simbiòtiques d'un bacteri protector que vivia als coralls. Les espècies de bacteris capaços de fer la lisi de V. shiloi no s'han identificat.

## Impacte
En els propers anys, s'espera que els esculls de corall siguen molt susceptibles al més freqüent fenomen de blanqueig. El canvi climàtic és una gran amenaça per als sistemes d'esculls de corall d'arreu del món.

### Gran barrera de corall

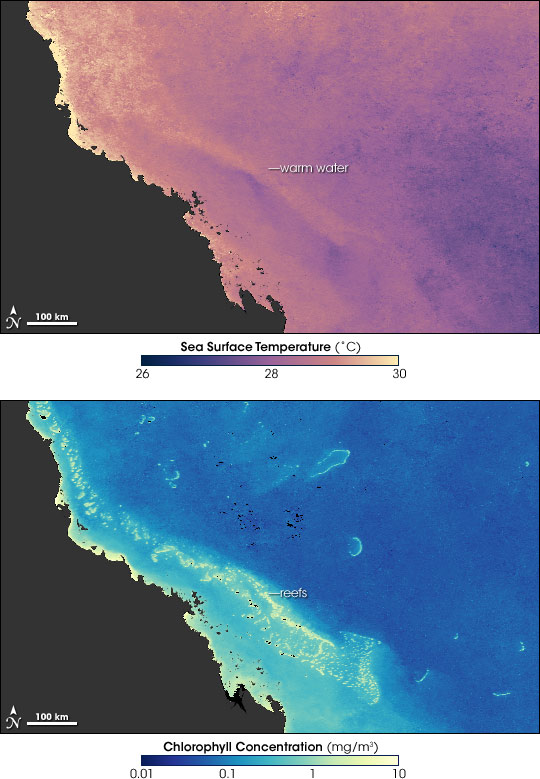
Dues imatges de la gran barrera de corall mostrant l'aigua calenta (imatge de dalt); coincideix amb l'escull de corall (imatge de baix) i crea les condicions que poden causar el blanqueig de corall

La gran barrera de corall al llarg de la costa d'Austràlia va patir blanqueig el 1980, 1982, 1994, 1998, 2000 i 2006. Mentre que algunes zones eren recobertes amb un baix nivell de coralls morts, alguns indrets sofriren severs danys amb un 90% de coralls morts. Els fets més generalitzats i intensos es produïren a l'estiu de 1998 i 2002, i afectaren prop del 42% i 54% dels esculls, respectivament.

### Altres àrees
Altres zones d'esculls de corall han estat permanentment danyades, la majoria a l'Índic. Més del 90% de la cobertura de corall s'ha perdut a Maldives, Sri Lanka, Kenya, Tanzània i Seychelles. Les recerques en els anys 1970 sobre la tolerància tèrmica en els coralls de Hawaii evidencià l'escalfament de l'oceà al 1990 i es predí l'ocurrència massiva de blanqueig de corall al voltant de Hawaii. Els majors blanqueigs hi van ocórrer al 1996 i 2002.
Els coralls al sud de la mar Roja no es blanquegen fins i tot quan les temperatures a l'estiu arriben als 36 °C.
A la Mediterrània hi hagué blanqueigs significatius al 1996.